# Robert Storm Petersen

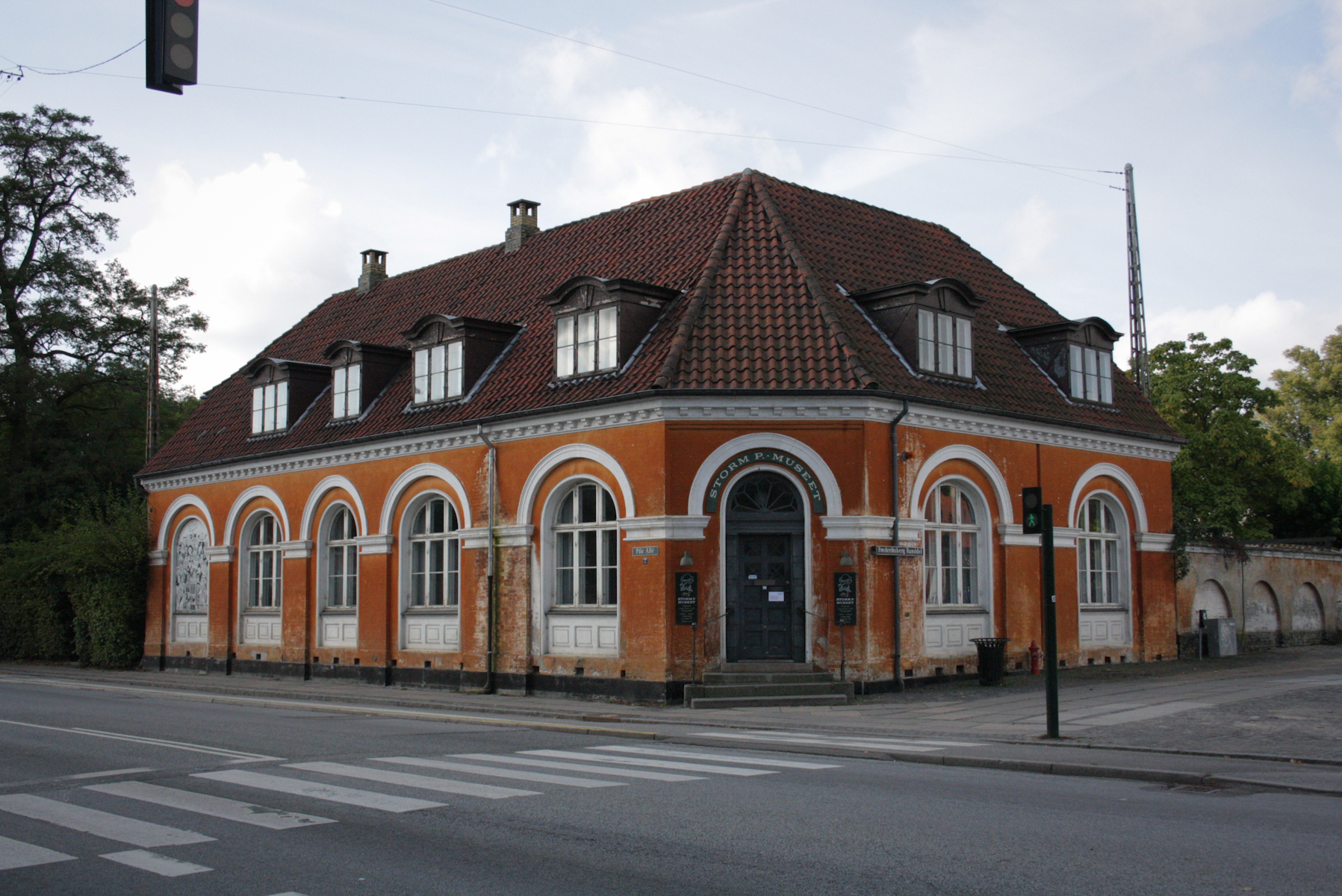
Storm P.-museet i Köpenhamn.

Robert Storm Petersen, född den 19 september 1882 i Köpenhamn, död där den 6 mars 1949, var en dansk tecknare, serieskapare och skådespelare. Han är mest känd under signaturen Storm P. Bland hans många tecknade serier finns Peter og Ping och De tre små männen och Nummermannen.

## Biografi
Storm P.:s far var slaktare och han inledde en bana som slaktarlärling, men efter ett besök i Paris hade han kommit i kontakt med expressionismen som gjorde stort intryck på honom. Han blev tecknare för danska tidningar som Klods-Hans, Blæksprutten och Lurifax.
Storm P. blev särskilt känd för sina skämtteckningar med danska fryntliga luffare som ofta bar namn efter gamla grekiska personligheter (exempel: "Perikles"), liksom för sina bilder av intrikata och mer eller mindre onyttiga uppfinningar.
Bland Storm P.:s många tecknade serier finns Peter Vimmelskaft, Peter og Ping och De tre små mænd (på svenska översatt som De tre små männen och Nummermannen. Han arbetade på Ekstra Bladet 1900–1905 och verkade därefter i många år huvudsakligen som skådespelare – både på scen och i filmer. Han försökte slå sig fram i USA också, men amerikanerna förstod inte hans humor, så han fick återvända till hemlandet.
Under pseudonymen Hugo Krantz debuterade han 1904 i bokform som medförfattare till Holger Rasmussen och Axel Breidahl med en kriminalroman i 60 häften: København ved Nat. Historien följer kriminalinspektør Dreslings, "den danske Sherlock Holmes", uppgörelser med förbrytargeniet A-Ø och hans förbrytarkartell Alfabetet. Detta verk har flera gånger återtryckts i Danmark.
Storm P. gjorde också reklambilder för ölmärket Tuborg, bilder som delvis fortfarande används. Välkänt är replikskiftet: 
- Du Perikles – ka' Du sige mig – hvornaar smager en Tuborg bedst?
- Hvergang!

## Eftermäle och minne
Storm P. är en av de hundra danskarna som omnämns i boken "Det 20. århundrede - De 100 mest betydningsfulde personer i Danmark" av Connie Hedegaard och Claus Hagen Petersen 1999, ISBN 87-11-11322-7.
Många av Storm P.:s originalteckningar finns på museet Storm, tidigare kallat Storm P. - museet, på Frederiksberg i Köpenhamn, som öppnade 1977.

## Bilder

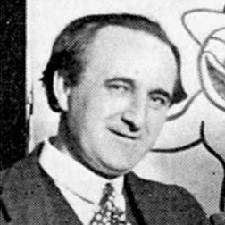
Robert Storm Petersen ca 1913.
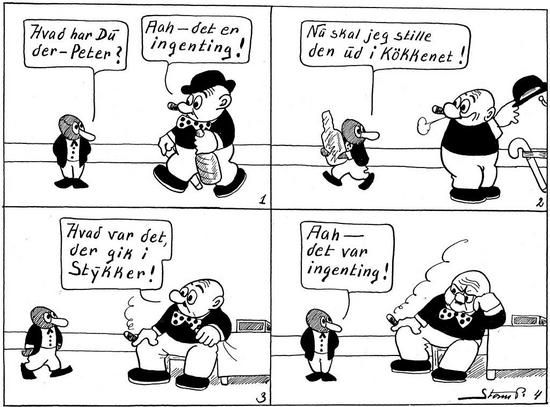
Peter og Ping-stripp från 1922.
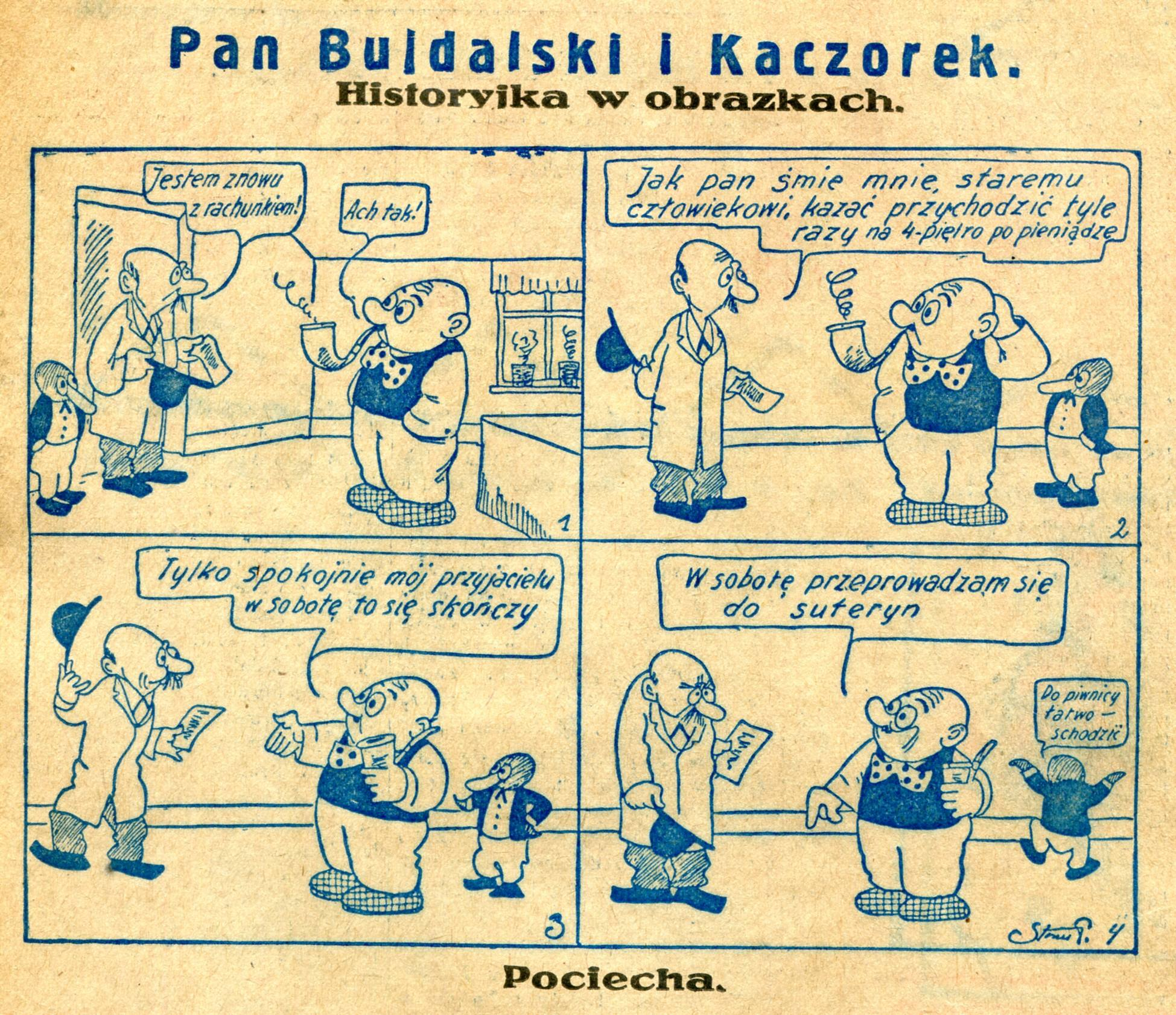
Översättning till polska, från 1930.
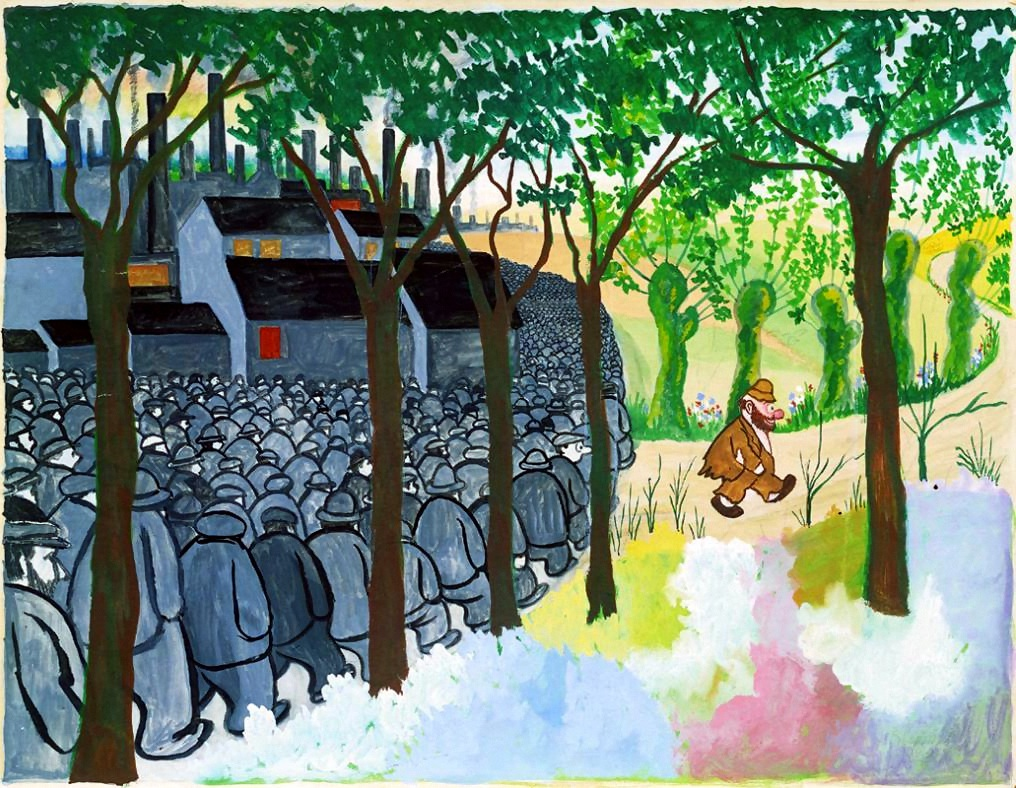
Back to nature
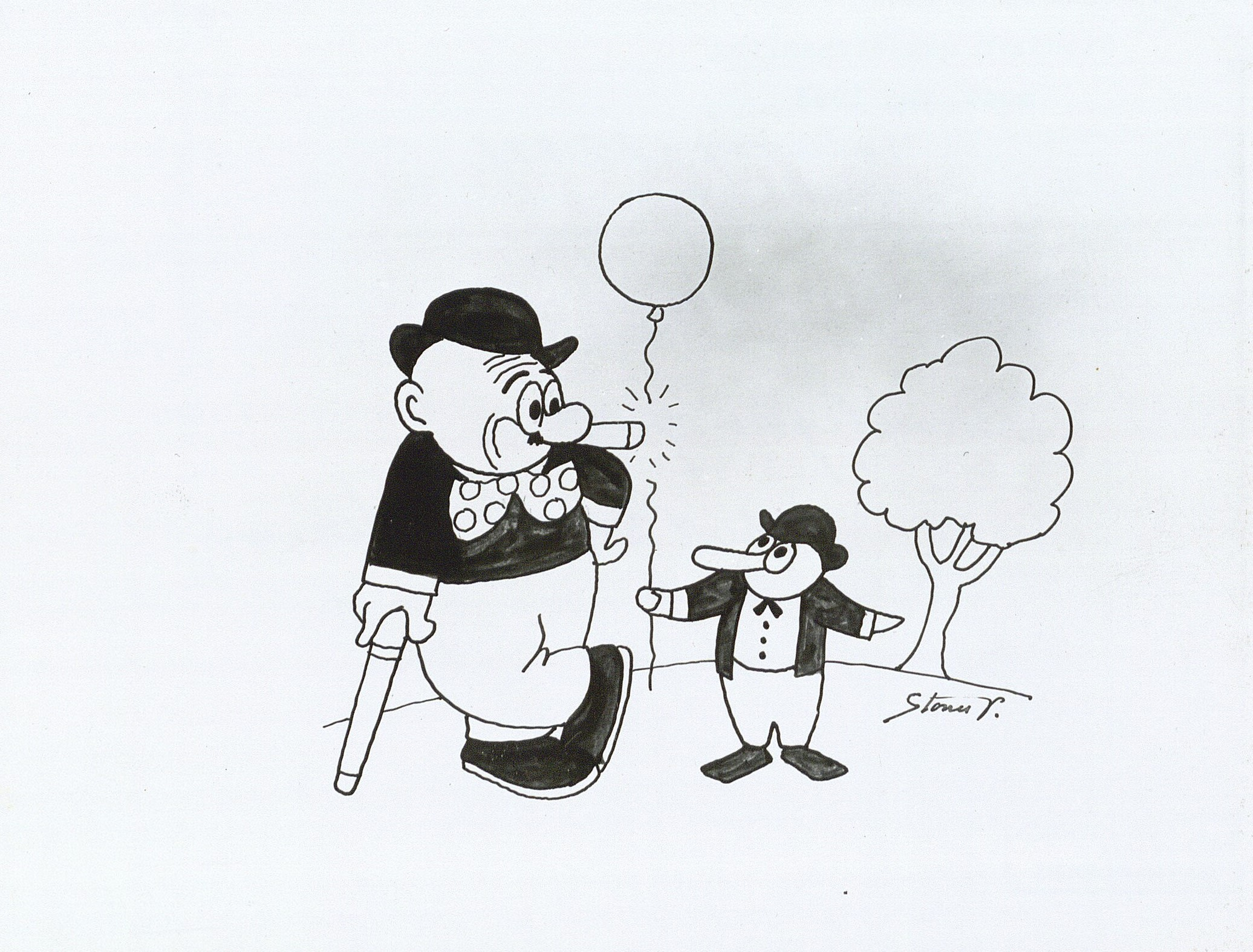
Peter og Ping
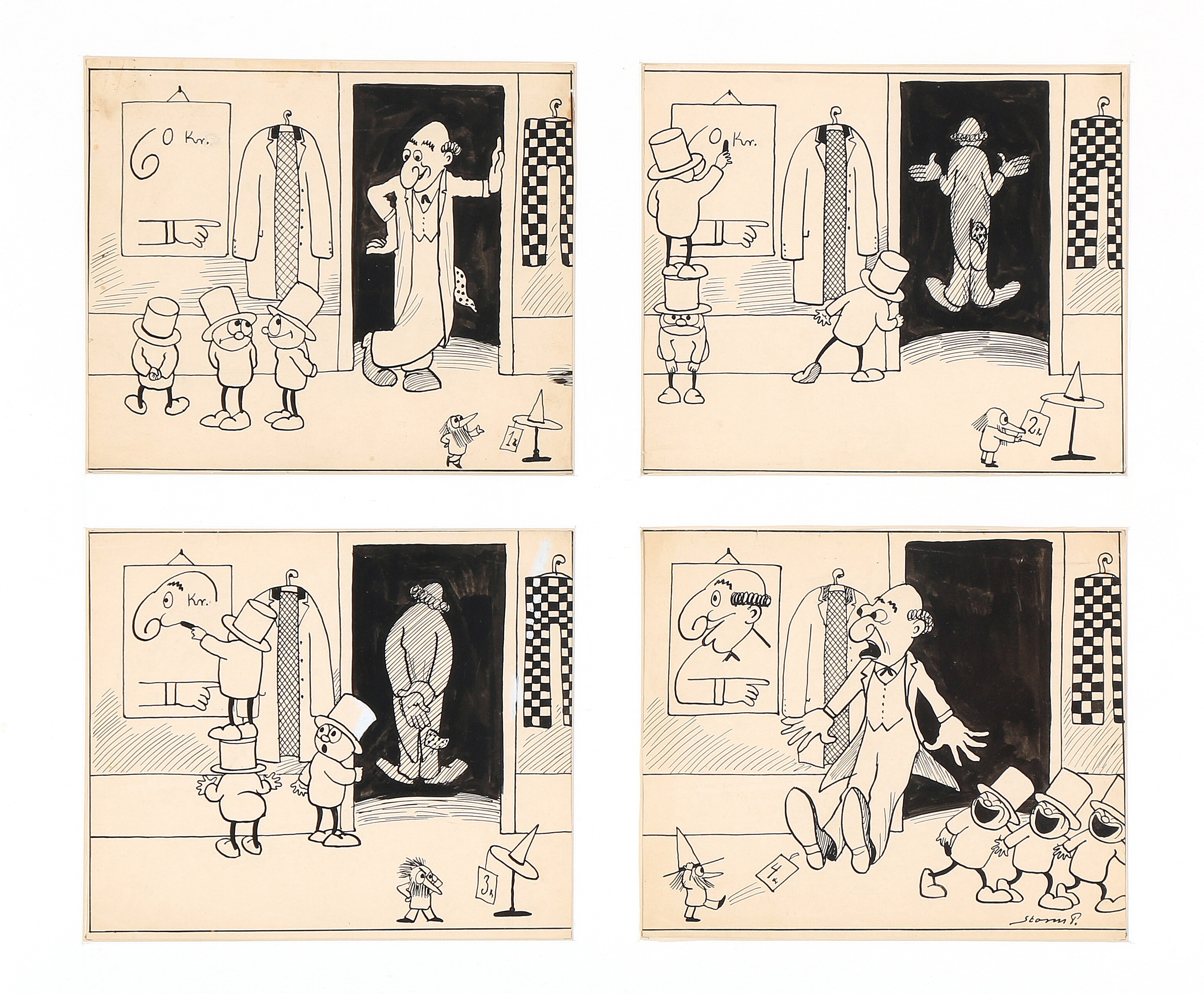
De tre små mænd og nummermanden.

## Verk

### Filmografi
- 1908 – Jeppe på bjerget[6]